# Внешняя политика Сомалиленда
Внешняя политика Сомалиленда находится в ведении Министерства иностранных дел. Сомалиленд — непризнанное государство, республика, рассматриваемая большинством государств в качестве автономной области Сомали. Независимость региона остаётся непризнанной международным сообществом.
Из-за своего статуса Сомалиленд в настоящее время не имеет никаких официальных контактов с любым из государств. Международное признание в качестве суверенного, стабильного государства остаётся в приоритете современной внешней политики правительства Сомалиленда. Другие ключевые приоритеты — это привлечение международной помощи и иностранных инвестиций.
Позиция международного сообщества выражена в поддержке центрального правительства, территориальной целостности и суверенитета Сомали.
В начале января 2024 года было объявлено о заключении сделки между Эфиопией и Сомалилендом, по условиям которой Эфиопия признала независимость Сомалиленда в обмен на предоставление Эфиопии доступа к морю через территорию Сомалиленда, создание военной базы.

## Общие сведения
Сомалиленд имеет политические контакты с соседями Сомали — Эфиопией и Джибути, а также с Бельгией, Францией, Ганой, Южно-Африканской Республикой, Швецией, Великобританией Либерлендом и США.
В 2007 году делегация во главе с президентом Кахином присутствовала на заседании глав правительств Содружества в Кампале, Уганда. Хотя Сомалиленд подал заявку на вступление в Содружество в статусе наблюдателя, его прошение до сих пор не принято.
В 2002 году Германия отказалась признать Сомалиленд в качестве предшествия в создании военной базы в регионе. Вместо этого она создала военно-морскую базу в Джибути. Немецкие военные корабли уже действовали из Берберы. В сентябре 2012 года, на мини-саммите по Сомали в кулуарах Генеральной Ассамблеи Организации Объединённых Наций, правительство Германии также вновь подтвердили свою неизменную поддержку правительства Сомали, территориальной целостности и суверенитета.
В 2011 году министры иностранных дел Южной Африки и Танзании заявили, что они не готовы признать Сомалиленд и что они предпочли бы, чтобы Сомали осталось единой страной. В 2012 году Южно-Африканская Республика и Эфиопия также вновь подтвердили свою неизменную поддержку для правительства Сомали, территориальной целостности и суверенитета в мини-саммите по Сомали в Нью-Йорке в кулуарах Генеральной Ассамблеи Организации Объединённых Наций.
В апреле 2014 года городской совет Шеффилда в Великобритании проголосовал за признание права на самоопределение Сомалиленда, первый городской совет, сделавший это. Жест был чисто символическим и не имеет ни какой юридической силы. 26 марта 2015 года городской совет Кардиффа последовали их примеру. 
18 мая 2015 года Партия независимости Великобритании отметила день независимости Сомалиленда и заявила о поддержке международного признания страны. Тем не менее, правительство Великобритании и международное сообщество официально признают Сомалиленд в качестве автономного государства Сомали.
1 января 2024 года Эфиопия и Сомалиленд подписали меморандум о взаимопонимании, предоставляющий Эфиопии доступ к Красному морю через порт Бербера в обмен на потенциальное признание.
.

### Политические отношения с государствами
- Эфиопия После начала войны с Эритреей и потерей выхода к морю Эфиопия стала активно сотрудничать с Сомалилендом и использовать морские инфраструктуры порта Бербера для доставки грузов и торговли. Эфиопия имеет дипломатическое представительство — консульство в Сомалиленде.
- Йемен Йеменское правительство контактируют с правительством Сомалиленда, и в 2010 г. Йемен заявил, что планирует открыть дипломатическое представительство в Сомалиленде.
- Израиль В феврале 2010 года появились слухи, что Израиль может признать Сомалиленд[18][19]. Слухи не подтвердились[20]. Кроме того, было возбуждено дело о контрабанде оружия с участием торговцев оружием Сомалиленда и Израиля[20].
- Кения 18 мая 2011 года в Найроби в день 20-летия провозглашения независимости Сомалиленда и 9 июля того же года в Джубе на церемонии провозглашения независимости Южного Судана заместитель министра иностранных дел Кении Ричард Оньонка заявил, что Кения планирует признать независимость Сомалиленда[21].

## Дипломатические представительства
Сомалиленд имеет представительства по связям и офисы в нескольких государствах, но эти миссии не имеют формального дипломатического статуса в соответствии с положениями Венской конвенции о дипломатических сношениях.
Такие офисы расположены в следующих городах:
- Аддис-Абеба[22]
- Джибути[22]
- Лондон[22]
- Париж[23]
- Претория[24]
- Стокгольм[25]
- Турин[22]
- Вашингтон[22]

Следующие иностранные правительства поддерживают дипломатические представительства в Харгейсе:
- Эфиопия — консульство; возглавлено дипломатом в ранге посла[26][27]. Эфиопия также поддерживает другое консульство в соседней автономной области — Пунтленде[28]. Также Эфиопия имеет посольство в Могадишо, столице Сомали[29].

По состоянию на февраль 2010 года, Правительство Йемена как сообщалось, планировало открыть дипломатическое представительство в Харгейсе.

## Пограничные споры
Сомалиленд оспаривает контроль над Сулом, Санаагом и Айеном (SSC), регионами с самостоятельными региональными администрациями Пунтленда и Хатумо (ранее HBM-SSC или Hoggaanka Badbaadada iyo Mideynta SSC). Жители этих районах, преимущественно принадлежат к тому же клану, что и большинство жителей Пунтленда.
Кроме того, управление провинции Аудаль оспаривается между Сомали и администрацией Авдаленда.
Лидеры Сомалиленда также дистанцировались от создания Федерального правительства Сомали, которое они рассматривают как угрозу своей независимости.

## Паспорт
Сомалиленд выпускает собственные паспорта, которые признаны восемью странами, а именно Южной Африкой, Эфиопией, Джибути, Бельгией, Францией, Южным Суданом, Кенией и ОАЭ.

## Международные организации
Сомалиленд является членом Организации наций и народов, не имеющих представительства (UNPO).